# 1995 ST
1995 ST är en asteroid i huvudbältet som upptäcktes den 19 september 1995 av den brittiske astronomen Stephen P. Laurie i Church Stretton.
Asteroiden har en diameter på ungefär 3 kilometer.